# Barleriola multiflora
Barleriola multiflora är en akantusväxtart som beskrevs av Ignatz Urban och Ekman. Barleriola multiflora ingår i släktet Barleriola och familjen akantusväxter. Inga underarter finns listade i Catalogue of Life.